# 백종열
백종열(1970 ~ )은 대한민국의 그래픽 디자이너, 아트 디렉터이다. 다수의 뮤직 비디오 및 광고를 연출했다.

## 소속
617(대표)

## 경력
뉴욕 FIT  일러스트레이션전공
2004년 1월~ 617스튜디오 대표
1994년 글씨와 그림이 있는 종이 설립
1992년-1994년 도프앤컴퍼니

## 수상
2016년 IF 디자인 어워드 패키지부문 골드
2015년 제52회 대종상영화제 신인감독상

## 관련정보
- 네이버 인터뷰
- 닉스, 292513=스톰, 클럽모나코, 닥터마틴 등 카탈로그(1995)
- 엄정화<초대>, 김동률, 브로스 등 뮤직비디오 제작
- 일러스트 에세이 <면막음>(2004)
- 올드보이, 그놈목소리, 설국열차 등의 타이틀 시퀀스
- 싸이월드 광고
- SKT '준Jun'(2003)
- 현대카드 '놀라운이야기'
- 네이버 캠페인 시리즈(2005)
- 기아자동차 모닝, 로체, 소울 등
- 현대 자동차 아반떼, 쏘나타, 쉐보레 등
- 생각대로. T
- 산돌 백종열체(2009)
- 영화 뷰티인사이드 감독(2015)
- 저서 뷰티 인사이드: 처음 만나는 판타지 로맨스 백종열

- SSG(쓱) 광고(2016)
- 안경 그라픽 플라스틱 (GRAFIK:PLASTIC)
- 속옷 오디너리 (oorrddiinnaarryy)
- 문구 Note

## 사이트
육일칠삼이일피리어드 www.617321.com
인스타그램
블로그